# Le Pin (Giura)
Le Pin è un comune francese di 284 abitanti situato nel dipartimento del Giura, nella regione della Borgogna-Franca Contea.

## Società

### Evoluzione demografica
Abitanti censiti